# اینچیلیوم (واشینگتن)
اینچیلیوم (به انگلیسی: Inchelium) یک منطقهٔ مسکونی در ایالات متحده آمریکا است که در شهرستان فری، واشینگتن واقع شده‌است. اینچیلیوم ۶۸٫۸ کیلومتر مربع مساحت و ۴۰۹ نفر جمعیت دارد و ۴۷۸ متر بالاتر از سطح دریا واقع شده‌است.